# 国際統合リハビリテーション協会
一般社団法人国際統合リハビリテーション協会（英語：International Association of Integrated Rehabilitation、IAIR、アイエアー）は、理学療法士、作業療法士、言語聴覚士を対象に徒手療法を中心に臨床現場で求められるリハビリセラピストを育成している教育機関である。

## IAIRの概念(IAIR Concept)
基本的な西洋医学、運動学、解剖学、生理学に加えて、心理面や個人的背景を含めた個別的な物語りを重要視し、複雑に絡み合ったクライアントの要因を抽出して「統合と解釈」していくことをコンセプトとして教育している。

## IAIRの理念
1. 夢の探求　学問の探究[1]

## IAIRのビジョン
1. クライアントと自分自身の両面を整え、より先を見つめることのできる人材を育成し、社会に貢献していきます。
2. 学問を追求し続け、統合していくことで見える真実を探求し、受講生と共に「人格」と「能力」を育んでいきます。

## IAIR TGA
IAIR Conceptに基づくアプローチ法が組織滑走法™( TGA : Tissue Gliding Approach )である。
人体を巡る血液・間質液・リンパ液などの循環不全は組織に様々な影響を及ぼし、筋・筋膜のみならず、神経伝達・内臓の働きにも影響を与えることが明らかになっている。
TGAは主に皮膚・筋骨格にアプローチを行い、膜組織同士の滑走を生み出し膜組織に変化を出すことで毛細血管や神経組織の解放を可能にする、IAIRがリハビリ専門職専用に創り出したアプローチ法である。

### TGAの原理と方法
触診によって得られるこわばった軟部組織の感触は、膜組織間での滑走が生まれないことによる抵抗感が生み出していると考えられている。TGAは深層・表層の膜組織同士の滑走を促す皮膚・筋骨格へのアプローチを行い、絞扼された毛細血管や神経組織の解放を目指していく方法である。

### 深層組織滑走法（DTG：Deep Tissue Gliding Approach）
骨に付着するような深層膜および関節包などの結合組織に対してアプローチしていく方法である。

### 浅層組織滑走法（STG：Superficial Tissue Gliding Approach）
動作の反復や、持続する同一姿勢の影響などで起こる表層筋組織の機能異常は、痛みだけでなく知覚異常や循環不良といった症状の原因にもなりうる。STGは表層膜に対してアプローチしていく方法である。